# 非诺贝特
非诺贝特（英語：Fenofibrate），商品名如力平之，是一种贝特类药物。非诺贝特主要用来降低有心血管疾病风险的患者的胆固醇水平；与其他贝特类药物一样，非诺贝特降低低密度脂蛋白（LDL）和极低密度脂蛋白（VLDL）水平，并且能升高高密度脂蛋白（HDL）水平和降低甘油三酯（TG）水平。非诺贝特可以单独使用也可以与他汀类药物联用来治疗高胆固醇血症和高甘油三酯血症。
非诺贝特自1975年起便开始使用，是最常用的贝特类药物之一，并且有着很好的效果和耐受性。

## 引用
1. 1 2  Yang LP, Keating GM. . Am J Cardiovasc Drugs. 2009, 9 (6): 401–9. PMID 19929038. doi:10.2165/11203920-000000000-00000.